# Bariera (powieść)
Bariera (bułg. Бариерата) – krótka powieść fantastyczna (bułg. powest) Pawła Weżinowa, opublikowana w 1976 r. Na podstawie powieści Christo Christow wyreżyserował w 1979 r. film pod tym samym tytułem (zob. Bariera). Główne role zagrali w nim Innokientij Smoktunowski (jako Antoni) oraz Wania Cwetkowa (jako Dorotea). W 2012 r. powstał nowy film, pt. Incognita, w reżyserii Michaiła Pandurskiego, oparty na motywach powieści Weżinowa.

## Treść
Narratorem powieści jest Antoni Manew, muzyk i kompozytor, sceptyk, człowiek racjonalnie patrzący na rzeczywistość. Rozwiedziony z żoną, mieszka samotnie. Antoni przypadkiem poznaje Doroteę, młodą kobietę, która - jak się okazuje - cierpi na schizofrenię. Początkowo niechętny względem Dorotei, Antoni z czasem ją akceptuje. Pozwala jej przeprowadzić się ze szpitala psychiatrycznego do siebie, znajduje jej pracę, zaczyna spędzać z nią czas wolny. Podczas jednej ze wspólnych wypraw w góry, Dorotea opowiada mu o tragicznych przeżyciach ze swego dzieciństwa. Otwierając się przed Antonim i dopuszczając go do swych najintymniejszych przeżyć i wewnętrznego świata, Dorotea sądzi, że została zaakceptowana i zrozumiana. Sceptycyzm i dystans Antoniego nie pozwalają jednak na bliższą więź.
Powieść została wysoko oceniona przez krytykę literacką, m.in. za wnikliwą analizę postaw i motywacji ludzkich oraz niejednoznaczność interpretacji.
Powieść została wpisana do kanonu literatury bułgarskiej 1878-1988.
Utwór na język polski przełożyła Ewa Lenart. Przekład ukazał się w 1980 r. nakładem wydawnictwa Państwowy Instytut Wydawniczy.